# Iridarsenit
Iridarsenit ist ein sehr selten vorkommendes Mineral aus der Mineralklasse der Sulfide und Sulfosalze. Es kristallisiert im monoklinen Kristallsystem mit der chemischen Zusammensetzung (Ir,Ru)As2 und bildet unregelmäßig geformte, bis zu 60 μm große Einschlüsse in Rutheniridosmin von grauer Farbe.

## Etymologie und Geschichte
Das Mineral wurde 1974 von D.C. Harris in seiner Typlokalität, dem Waria-Fluss in der Provinz Oro in Papua-Neuguinea gefunden. Es ist nach seiner Zusammensetzung aus den Elementen Iridium und Arsen benannt. 

## Klassifikation
In der Systematik nach Strunz wird Iridarsenit zu den Sulfiden und Sulfosalzen gezählt. Nach der 8. Auflage bildet es dabei zusammen mit Anduoit, Ferroselit, Frohbergit, Kullerudit, Markasit, Mattagamit und Omeiit die Markasitgruppe, einer Untergruppe der Sulfide mit einem Verhältnis von Metall zu Schwefel, Selen oder Tellur von < 1:1. In der 9. Auflage bildet es mit Borishanskiit eine Untergruppe der Verbindungen von Halbmetallen mit Platin-Gruppen-Elementen (PGE), die zu den Legierungen und legierungsartigen Verbindungen zählt. 
In der Systematik nach Dana bildet es mit Arsenopyrit, Gudmundit, Osarsit, Ruarsit und Klinosafflorit die Arsenopyrit-Untergruppe der Sulfide, Selenide und Telluride mit der Zusammensetzung Am Bn Xp, mit (m+n):p=1:2.

## Bildung und Fundorte
Iridarsenit bildet sich in Nuggets von natürlichen Osmium-Iridium-Ruthenium-Legierungen. Es ist vergesellschaftet mit Irarsit, Ruthenarsenit und Rutheniridosmin.
Von dem sehr seltenen vorkommenden Mineral sind nur wenige Fundorte bekannt. Neben seiner Typlokalität fand man Iridarsenit in Amdo im Autonomen Gebiet Tibet (China), auf Kuba, im Sajangebirge in Russland, Witwatersrand in Südafrika und Goodnews Bay im US-Bundesstaat Alaska.

## Kristallstruktur
Iridarsenit kristallisiert im monoklinen Kristallsystem in der Raumgruppe P21/c (Raumgruppen-Nr. 14) mit den Gitterparametern a = 6,05 Å; b = 6,06 Å, c = 6,18 Å und β = 113°17' sowie vier Formeleinheiten pro Elementarzelle.